# Korabl-Sputnik 5
Korabl-Sputnik 5 – testowy radziecki statek kosmiczny, piąty, ostatni, prototyp statków Wostok, drugi w konfiguracji 3KA – całkowicie przygotowanej do lotu człowieka – którą, 12 kwietnia 1961, poleciał Jurij Gagarin. W ramach programu Wostok wyniósł na orbitę psa „Gwiazdeczkę” i manekina „Iwana Iwanowicza”. Jednym z ważniejszych celów tej misji było sprawdzenie systemów łączności radiowej i głosowej ze statkiem na orbicie.

## Przebieg misji

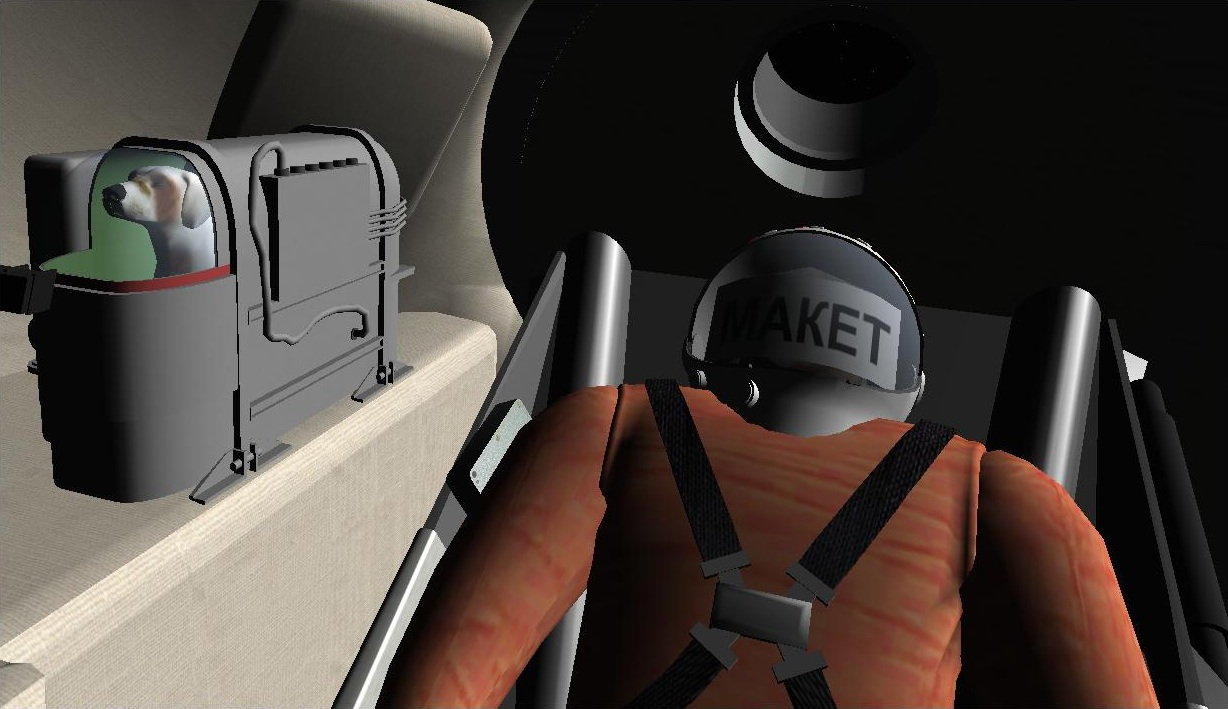
Wnętrze Sputnika 10

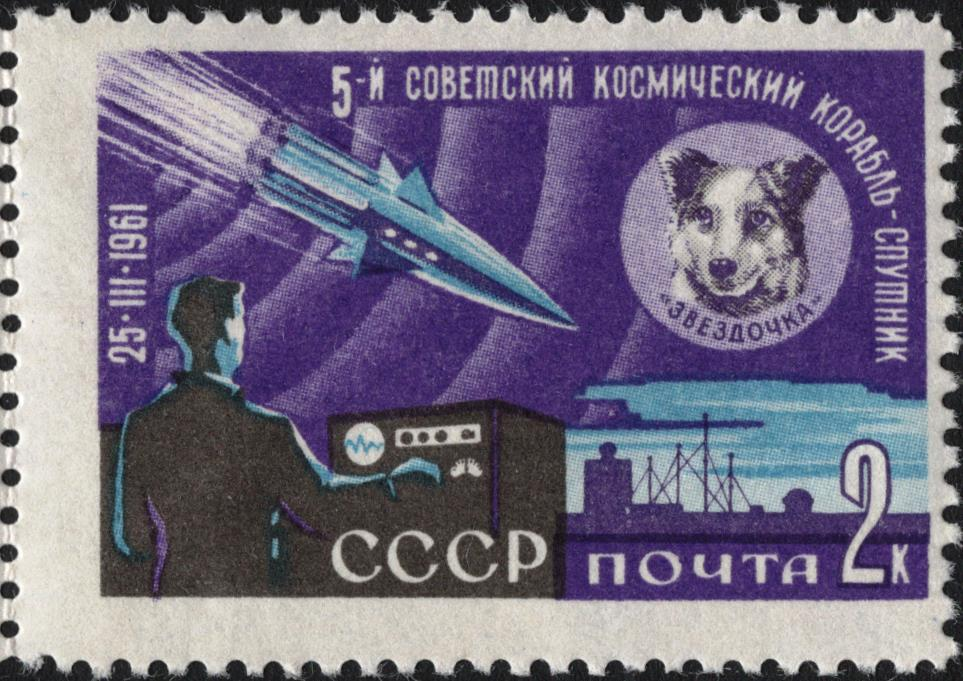
Radziecki znaczek upamiętniający lot

Wszystkie transmitowane komunikaty z i do statku zostały nagrane wcześniej. Jednym z komunikatów był nagrany przez szefa kosmonautów, Nikołaja Kamanina, tekst „Kedr”, (nazwa kodowa pojazdu Wostok 1 pilotowanego przez Gagarina w kwietniu 1961) ja „Zaria”, [nazwa kodowa centrum dowodzenia] sprawdzenie nadawania: 1, 2, 3, 4, 5. Jak mnie odbierasz? Ja „Zaria”. Odbiór.
Na godzinę przed startem pojawiła się sygnalizacja usterki w trzecim członie rakiety. Siergiej Korolow, po konsultacjach z Kosbergiem, postanowił kontynuować start.
Po pomyślnym wystrzeleniu i wykonaniu jednego okrążenia Ziemi, kapsuła powrotna oddzieliła się od reszty statku i weszła w atmosferę. 18 minut po starcie, już z orbity, otrzymano pierwsze sygnały ze statku. Trzema samolotami Ił-14 do Moskwy wrócili obserwujący start oficerowie wojska i kosmonauci, łącznie 34 osoby. Tuż przed odlotem otrzymali wiadomość, że lądowanie kapsuły nastąpiło koło wsi Bolszaja Sosnowa (ang. Bolshaya Sosnova), około godziny 7:40. Manekin, „Iwan Iwanowicz”, został katapultowany wcześniej i wylądował na spadochronie. Odebrano silne sygnały z radionadajników statku oraz poprawny sygnał otworzenia spadochronu.
Podczas powrotu z orbity wystąpiła podobnie jak wcześniej awaria rozłączenia elementów statku. W związku z tym lądowanie nastąpiło 660 km od zaplanowanego.

## Odzyskanie kapsuły powrotnej
Znalezienie i odzyskanie kapsuły powrotnej sprawiło Sowietom dużo problemów, głównie z powodu śnieżnych zamieci przechodzących nad terenem lądowania. Opis akcji poszukiwawczej zachował się we wspomnieniach V.P. Efimowa, pracownika zakładów NPP Zwiezda, odpowiedzialnego za skafander kosmiczny.

Ekipę mającą dostać się do kapsuły stanowiło siedmiu ludzi. Wysłano ich do Kujbyszewa. Burza śnieżna opóźniała ich odlot do miejsca lądowania kapsuły, gdy niespodziewanie zostali wezwani na wojskowe lotnisko w Kriażu, niedaleko od Kujbyszewa. Stamtąd mieli lecieć do Iżewska. Podczas lotu, około 14 czasu lokalnego, poprzez radio otrzymali wiadomość, że statek i makieta kosmonauty, „Iwan Iwanowicz”, wylądowały niedaleko wioski Bolszaja Sosnowa, około 80 km od Iżewska, za hydroelektrownią „Wotkinskaja”. Z powodu śnieżnych zamieci, ekipa poszukiwawcza nie zdołała wylądować śmigłowcem w pobliżu kapsuły. Do ochrony miejsca lądowania zrzucono 30 spadochroniarzy. Zapasy dla nich, również zrzucane z powietrza, zostały rozproszone przez silny wiatr. Spadochroniarze pozostali przy kapsule na noc. Następnego ranka, 26 marca, wysłano na miejsce lądowania czteromiejscowy samolot. Jednak przy starcie doszło do poślizgu i samolot, ze złamaną płozą, wyrzuciło w śnieżną zaspę. Kolejny samolot wystartował pomyślnie i wylądował, wraz z trzema członkami ekipy poszukiwawczo-ratunkowej, blisko kapsuły, we wsi Bolszaja Sosnowa. Na terenach tych było ponad 1,5 m śniegu, co uniemożliwiało normalne dojście do miejsca lądowania. Problem rozwiązali mieszkańcy wsi, którzy dostarczyli konny zaprzęg. Kapsuła leżała w wąskim parowie, obok leżał spadochron. Jeden z ratowników pozostał przy kapsule, a pozostali dwaj udali się na poszukiwania manekina kosmonauty. Znaleziono go nieopodal, przy strumieniu, na niewielkim kawałku niezalesionej ziemi. Spadochron częściowo wisiał na drzewie.

Efimow opisuje również oburzenie mieszkańców wsi, którzy skarżyli się, że spadochroniarze nie pozwolili im udzielić pomocy człowiekowi w skafandrze kosmicznym. Mieszkańcy nie wierzyli zapewnieniom żołnierzy, że w skafandrze znajduje się manekin. Aby ich uspokoić, zezwolono jednemu z członków starszyzny na podejście do „Iwana Iwanowicza” i dotknięcie jego gumowej twarzy. To usatysfakcjonowało mieszkańców i wrócili oni do swoich normalnych spraw.